# Скачок Резеля
Скачок Резеля, или зелёный скачок (лат. Roeseliana roeselii), — вид кузнечиков, прямокрылых насекомых из семейства Tettigoniidae. Назван в честь немецкого энтомолога XVIII века Августа Иоганна Рёзеля фон Розенгофа. Небольшой, около 1,5—2 см в длину, буро-зелёный кузнечик с характерными светлой и двумя тёмными полосами на голове. Обычно с короткими крыльями и нелетающий, но иногда, особенно в популяциях с избыточной плотностью или при ухудшении факторов среды обитания, встречаются особи с длинными крыльями, более приспособленные к перемещению на новые подходящие для жизни места. Широко распространён и довольно обычен в Европе и на юге Сибири, завезён в Северную Америку, где активно осваивает новые пространства. Его протяжное звонкое стрекотание можно слышать среди звуков других поющих насекомых на лугах и полях с июля до середины осени. Питается в основном зелёными частями и семенами травянистых растений, но иногда поедает и более мелких насекомых, в том числе сельскохозяйственных вредителей, таких как тля и гусеницы озимой совки. В свою очередь скачки, как и другие кузнечики, служат пищей другим, более крупным насекомоядным животным. Размножаются скачки Резеля во второй половине лета и в начале осени, откладывая яйца в стебли травянистых растений. Зимуют только их яйца, из которых весной появляются личинки нового поколения. Внешне личинки похожи на взрослых кузнечиков, только меньше и бескрылые, в ходе своего развития они проходят 6 личиночных возрастов, пока в конце июня — июле, после последней линьки, не становятся взрослыми насекомыми. Типовой и самый распространённый вид своего рода, в котором выделяют 8 внешне очень похожих видов кузнечиков, различимых в основном только деталями морфологии.

## Описание
Внешний облик скачка Резеля в целом характерен для большинства кузнечиков, окраска покровительственная, маскирующая его среди травянистой растительности. Скачок Резеля представляет собой специализированную грациальную форму — со стройным, несколько сжатым с боков, обтекаемым телом и длинными задними (прыгательными) ногами, приспособленную к достаточно лёгкому передвижению в густых зарослях травянистых растений. Кузнечики среднего размера: длина тела самцов (♂) составляет 12—20 мм, самок (♀) — 14—21,4 мм. Задние ноги почти вдвое длиннее тела, усики почти в полтора раза длиннее. Переднеспинка в длину примерно в 3,8—3,9 раза меньше длины тела у самцов и в 3,8—4,0 раза у самок, яйцеклад самок приблизительно в 2,3—3,0 раза короче тела. Масса тела самцов составляет 0,195—0,380 г (195—380 мг), самок — 0,270—0,495 г (270—495 мг). В целом размеры этих кузнечиков не зависят от широты обитания, хотя в Северной Европе, в наиболее северной части ареала вида, среди прочих встречаются скачки Резеля более мелкие, чем на остальной территории. В то же время в генетически изолированных островных североевропейских популяциях эти кузнечики несколько более крупные, чем на той же широте на материке. Буро-зелёные кузнечики в то же время вид очень полиморфный — окраска варьирует от почти полностью коричнево-бурой с чёрными пятнами до почти полностью зелёной (буро-зелёный внутрипопуляционный цветовой полиморфизм). При этом количество особей с преобладанием бурого либо зелёного цветов в популяциях скачков Резеля примерно одинаковое. Встречаются особи с жёлтым оттенком — желтовато-бурые и жёлто-зелёные, с жёлтым низом и боками брюшка.
Голова относительно крупная, шириной 3,5—4,2 мм у самцов и 4,0—4,9 мм у самок, с гладким, почти плоским затылком, гладким теменем со слегка выпуклой вершиной и наклонённым вперёд лбом, из-за чего верхняя часть головы выступает вперёд вершиной темени, гипогнатическая — ротовые органы (грызущего типа) направлены вниз. Глаза хорошо развиты, немного выпуклые. Сверху на голове светлая продольная срединная линия, окаймлённая по бокам двумя тёмными полосами. Этот напоминающий полосатую ленту рисунок тянется через весь затылок до вершины темени. Над глазами более широкие продольные чёрные полосы, разделённые идущей наискось к глазу светлой линией. Спереди и по бокам голова одноцветная. Усики жгутиковидные, тёмные, их впадины (места прикрепления усиков) находятся непосредственно впереди глаз. Длина скапуса (первого членика усиков) в 2,3—3,0 раза меньше ширины вершины темени.
Переднеспинка достигает 4,0—4,7 мм в длину у самцов и 4,1—5,3 мм у самок, её метазона (задняя часть) в 1,2—1,5 раза шире прозоны (передней части). Сверху переднеспинка плоская, слегка вдавленная, с почти вертикально загнутыми вниз округлыми боковыми лопастями, сглаженными боковыми килями, хорошо заметной плечевой выемкой и срединным килем на метазоне. Сверху переднеспинка обычно бурая, боковые лопасти часто с чёрными продольными полосами под килями или чёрными отметинами по всей поверхности и всегда со светлой жёлто-зелёной каймой по боковым и нижнему краям. На переднегруди имеется воротничок, на среднегруди — очень маленькие треугольной формы шипики.
Брюшко удлинённое, цилиндрическое, слегка сжатое с боков, на конце с двумя стройными, круглыми в обхвате церками и парой коротких цилиндрических грифельков у самцов или яйцекладом и двумя церками поменьше у самок. Расположенные на верхней стороне брюшка I—IX тергиты с прямыми задними краями, а последний, десятый тергит у самцов с узкой и достаточно глубокой выемкой посередине заднего края. Находящаяся на вершине нижней стороны брюшка генитальная пластинка у самцов с широкой треугольной выемкой, разделяющей её задний край на две треугольные лопасти, на концах которых расположены грифельки. Генитальная пластинка у самок располагается непосредственно под основанием яйцеклада и прикрывает снизу генитальную камеру. На заднем краю она имеет посередине глубокую, примерно до середины пластинки, не очень широкую клиновидную выемку, разделяющую её на две широкие у основания и заострённые на концах, почти треугольные лопасти.

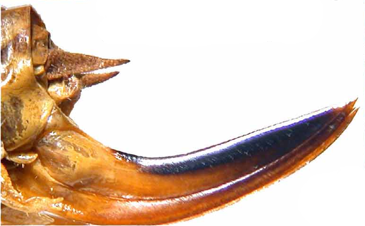
Яйцеклад самки скачка Резеля (вверху слева — церки)

На боках груди и внизу на латеральных сторонах брюшка часто имеется продольный ряд светлых жёлто-зелёных пятен. По бокам спинной стороны брюшка проходят две более или менее выраженные чёрные продольные полосы. Они и расположенные над ними светлые полосы сливаются с чёрными и светлыми полосами на боках головы, переднеспинки и на зачатках крыльев у личинок в единые полосы, проходящие от глаз до церок. Церки одночлениковые, у самцов относительно длинные — 2,6—3,2 мм в длину, почти прямые, покрытые мелкими густыми светлыми волосками, на внутренней стороне немного позади середины на них расположено по одному крупному зубцу. У самок церки меньше, конусообразные, с заострённой вершиной. Яйцеклад самок достигает 5—9 мм в длину, сжат с боков, около основания кинжалообразно изогнут под тупым углом концом вверх, вершинная половина прямая, от основания к концу постепенно сужающийся, конец острый. Верхний край за изгибом ровный, нижний — слегка закруглённый. На вершинной части нижних створок яйцеклада имеются очень маленькие, едва заметные зубчики. Яйцеклад коричневый со светлым жёлтым или зелёным основанием и чёрными верхним и нижним краями и концом.
Передние и средние ноги, как и у всех кузнечиков, бегательные, задние — прыгательные, с очень длинными бёдрами и голенями. Бёдра передних ног достигают примерно 3,3—3,5 мм в длину у самцов и 3,4—4,1 мм у самок, в 1,2—1,3 раза короче переднеспинки. На их голенях имеется по 14 расположенных в два ряда шипиков: на внутренней стороне 6 внизу, на внешней — 3 вверху и 5 внизу. Все шипики с чёрными вершинами. В верхней части голени на внешней стороне сразу под коленом находится тимпанальный (слуховой) орган, имеющий вид двух маленьких параллельных продольных щелей. Бёдра задних (прыгательных) ног достигают 13,8—16,2 мм в длину у самцов и 14,9—18,0 мм у самок, они утолщённые и расширенные в проксимальной половине, с узкой срединной продольной чёрной полосой на её внешней стороне. Голени с мелкими шипиками на внешней стороне и с несколько более крупными на внутренней. Лапки всех ног 4-члениковые, дорсовентрально сжатые, третий членик сердцевидной формы, на передних ногах в 2—2,5 раза длиннее второго, последний членик с двумя коготками.

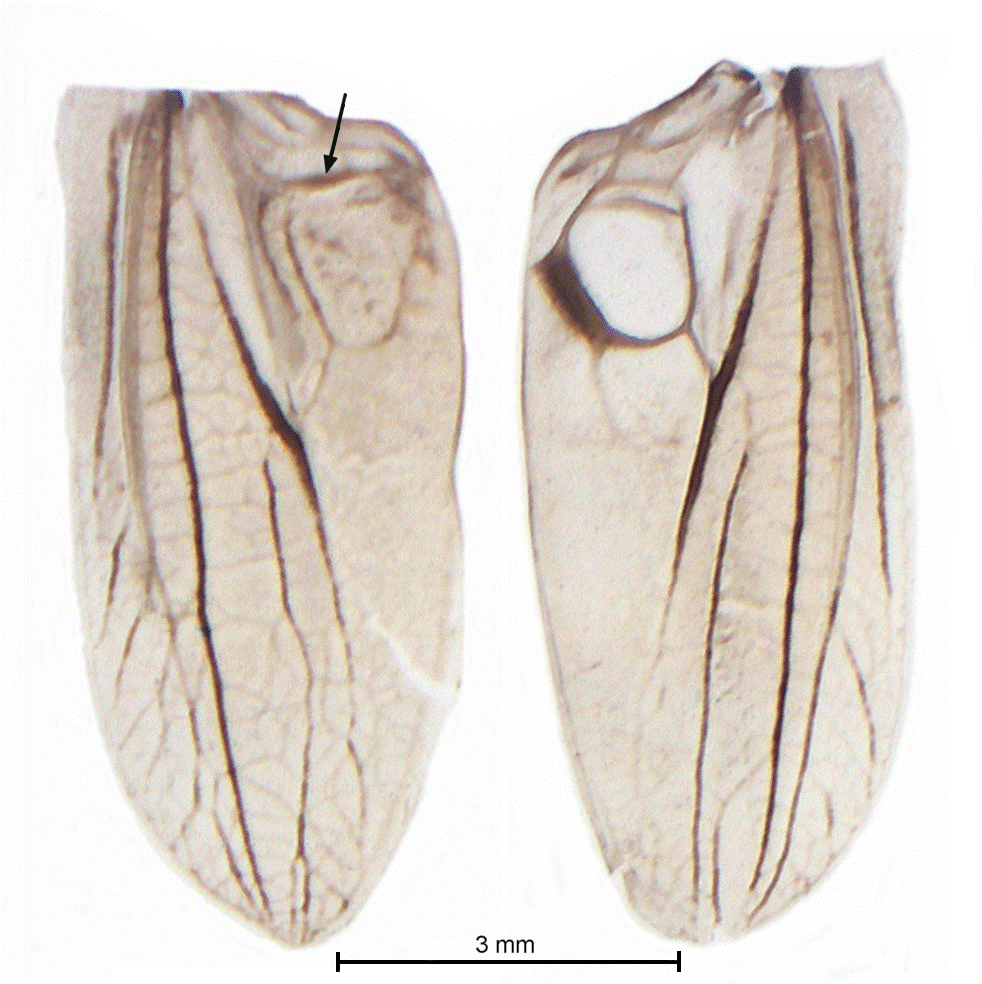
Левое и правое надкрылья самца короткокрылой формы (хорошо видны зеркальца, стрелкой показана стридуляционная жилка, длина масштабной линейки — 3 мм)

### Крылья
Вид с ярко выраженным крыловым диморфизмом. Обычно крылья у обоих полов короткие, в сложенном положении значительно короче брюшка — достигают примерно IV—VI его тергитов. Надкрылья самцов немного длиннее — 7,8—10 мм в длину, достигают середины брюшка или немного дальше, у самок совсем короткие — 4—7 мм, меньше половины длины брюшка (для скачков Резеля с Британских островов указывают длину надкрыльев 7—10 мм у самцов и 4—8 мм у самок). У самцов надкрылья широкие, с закруглённой, иногда почти обрубленной вершиной. В сложенном положении левое надкрылье, как и у всех кузнечиков, всегда покрывает правое. Надкрылья у обоих полов всех цветовых форм всегда бурые с чёрными продольными жилками. Боковые ветви радиальной жилки, образующие её сектор, ответвляются от неё на надкрыльях в их апикальной (вершинной) четверти. Короткокрылые скачки Резеля не способны летать и передвигаются только ходьбой и прыжками. Короткокрылая форма является самой распространённой у данного вида, в большинстве случаев составляет более 98 % от общей численности в популяциях этих кузнечиков.
Однако в популяциях скачков Резеля, помимо короткокрылых особей, встречаются кузнечики с гораздо более длинными крыльями — до 21—22 мм в длину у самцов и 20—25 мм у самок, более чем вдвое (примерно в 2,3—2,4 раза) превосходящими по длине крылья короткокрылой формы у первых и почти в 3,5 раза у вторых. В сложенном положении они заходят далеко за конец брюшка. Длиннокрылые скачки Резеля способны летать, однако делают это неохотно, как правило, только в моменты опасности, совершая полёт продолжительностью до нескольких десятков секунд. Во время полёта эти кузнечики совершают примерно 21—28 взмахов крыльями в секунду. Длиннокрылая (полнокрылая) форма, называемая Roeseliana roeselii f. diluta, обычно составляет менее 2 % от общей численности популяции этих кузнечиков, но в некоторых популяциях, обычно в недавно заселённых этим видом местах, количество длиннокрылых кузнечиков может быть гораздо больше — до 30 %. Длиннокрылая форма чаще встречается во время жаркого лета, в местах с повышенной плотностью популяции скачков Резеля. Существует предположение, что негативные для этих насекомых факторы окружающей среды также могут стимулировать появление большего числа длиннокрылых особей. Это может объясняться тем, что длиннокрылая форма, способная летать и таким образом преодолевать достаточно большие расстояния, обладает преимуществами при перемещениях с целью достижения новых, более благоприятных мест обитания, с более низкой плотностью популяции. В то же время в устоявшихся популяциях этих кузнечиков наблюдается тенденция к уменьшению количества длиннокрылых особей, поскольку повышение способности к расселению у прямокрылых коррелирует со снижением плодовитости вследствие значительных затрат энергии на развитие длинных крыльев на последних личиночных стадиях. Надкрылья у длиннокрылой формы узкие, задние крылья почти такой же длины, широкие, перепончатые, прозрачные, в покое веерообразно складываются под надкрыльями.
У самцов скачков Резеля обеих форм, как и у большинства настоящих кузнечиков, на надкрыльях, у их основания, находится стридуляционный орган (орган стрекотания), состоящий из округлого зеркальца и окружающей его кубитальной жилки на каждом надкрылье. На правом надкрылье зеркальце прозрачное и блестящее, а жилка гладкая. На левом — зеркальце матовое, а жилка снизу зазубренная, она является стридуляционной жилкой. Во время стрекотания при частом разведении и сведении надкрыльев стридуляционная жилка левого надкрылья трётся о жилку правого, возникающий при этом звук усиливается резонатором из зеркалец. У самок стридуляционного аппарата нет, они не стрекочут.
Длиннокрылая форма diluta
Короткокрылая форма

### Отличия от близких видов
Внешне скачок Резеля очень похож на другие виды рода Roeseliana, имеющие сходные форму тела, размеры и окраску. Различить их в местах пересечения ареалов данных таксонов неспециалисту достаточно сложно, поскольку основные отличительные особенности видов заключаются в деталях морфологии вершинных сегментов брюшка, генитальной пластинки самок и половых органов самцов, которые возможно определить только при препарировании пойманных насекомых.
- Наиболее близкородственным скачку Резеля видом является внешне очень похожий на него скачок Федченко (Roeseliana fedtschenkoi)[24][38], имеющий также буро-зелёную окраску со светлой и двумя тёмными линиями на голове и сходные размеры[14][15]. Его иногда даже считают подвидом R. roeselii[39][40], учитывая, что в южной части ареала скачка Резеля, где пересекаются ареалы обоих видов (главным образом в степной зоне, поскольку скачок Федченко обитает преимущественно в степях и полупустынях[41]), между ними происходит гибридизация и встречаются промежуточные формы[42]. Однако эти два вида отличаются рядом морфологических особенностей. В частности, у самок обоих видов на заднем краю генитальной пластинки, расположенной на нижней стороне брюшка под яйцекладом, имеется посередине глубокая, примерно до середины пластинки, широкая клиновидная выемка, разделяющая её на две заострённые на концах лопасти, которые у R. roeselii у основания широкие, почти треугольные, а у R. fedtschenkoi более узкие, в 1,5 раза по длине превосходящие ширину у основания. Сама выемка у скачков Резеля не достигает середины пластинки, а у скачков Федченко — заходит за неё. Находящийся перед генитальной пластинкой седьмой стернит у самок R. fedtschenkoi имеет поперечную бороздку, тогда как у самок R. roeselii он совершенно гладкий. У самцов обоих видов есть округлые срединные выемки на заднем краю последнего, десятого тергита, находящегося на верхней стороне брюшка. У R. roeselii такая выемка более узкая, в то время как у R. fedtschenkoi значительно шире. Отличаются у самцов также ветви титилляторов[К 2] гениталий. У R. roeselii они около вершины слегка загнуты внутрь под тупым углом и имеют 1—3 (чаще всего 2—3) близко расположенных зубчика только на изгибе, в апикальной области, в то время как у R. fedtschenkoi ветви титилляторов изогнуты в вершинной половине правильно дугообразно и имеют на изгибе большее количество более редкорасположенных зубчиков. Кроме того, вершины надкрыльев самцов R. fedtschenkoi закруглены более узко, обычно в виде параболы[14][38].

- Близким скачку Резеля также является обитающий на юге Франции и северо-западе Италии[23] вид Roeseliana azami, у самок которого генитальная пластинка более узкая, чем у R. roeselii, а её лопасти на концах закруглённые. У самцов R. azami короткие округлые зубцы на церках расположены в последней четверти их длины, тогда как у R. roeselii они длиннее, более заострены и находятся в последней трети[24]. Титилляторы самцов этого вида имеют крепкие короткие шипики около вершин, в терминальной области, и вдоль большей части передних ветвей[23].

- Вид Roeseliana oporina — эндемик центральной части Пиренейского полуострова, где распространён на территории менее 1 км², внешне похож на два предыдущих вида. Церки самцов этих кузнечиков по форме очень похожи на церки самцов R. roeselii. Однако форма десятого тергита и титилляторов самцов и генитальной пластинки самок достаточно чётко отличаются от таковых у скачков Резеля, они ближе по этим характеристикам к R. azami. Базальные ветви титилляторов R. oporina более массивные, чем у скачков Резеля, передние ветви более ровные, постепенно сужающиеся к вершинам, шипики на них расположены только около вершин, в терминальной области. Десятый тергит самцов имеет гораздо более широкую и глубокую выемку, разделяющую его на более крупные и заострённые на концах лопасти. Генитальная пластинка самок имеет менее глубокую, но гораздо более широкую выемку и почти округлые, а не заострённые на концах, как у R. roeselii, лопасти[23].
- У самцов видов Roeseliana ambitiosa, обитающего на Балканском полуострове, и R. bispina из Малой Азии шипики имеются только вдоль терминальной (концевой) области апикального сегмента титилляторов[23].

## Ареал
Западно-палеарктический европейско-восточносибирский бореальный и суббореальный широкоареальный вид умеренной климатической зоны. Скачок Резеля широко распространён в Европе (кроме самой северной части), на юге Сибири (юг Тюменской, Томская и Омская области, Алтайский край) и Забайкалья, на севере и востоке Казахстана (на юг до Зайсанской котловины), севере Монголии и Китая. На запад ареал вида простирается до юга Британских островов и Пиренеев, на востоке доходит примерно до Большого Хингана, восточнее которого скачок Резеля не встречается. Наиболее северные популяции скачков Резеля обитают у северного побережья Ботнического залива, далее на восток северная граница ареала в Северной Европе проходит через юг Финляндии, окрестности Ладожского и Онежского озёр на юге Карелии, центральные районы Архангельской области и Республики Коми, самые южные европейские популяции встречаются в долинах западной части Родопских гор в центре Балканского полуострова и на Северном Кавказе. В целом на севере распространение этих кузнечиков ограничено южной частью таёжной зоны, на юге — лесостепью и степью. В Европе, помимо материковой части, скачки Резеля обитают также в южных частях островов Великобритания (в основном в окрестностях Темзы) и Ирландия (в районе устья реки Блэкуотер), где появились сравнительно недавно — уже после окончания ледникового периода, менее 10 тысяч лет назад, проникнув с соединявшего эти острова с материком Доггерленда до его затопления. Встречаются также на островах Балтийского моря: Лолланне, Фальстере, Сааремаа, Аланде. В то же время на средиземноморских островах, в том числе самых крупных — Сицилии, Корсике, Кипре и других, а также на Апеннинском полуострове этих кузнечиков нет. На Пиренейском полуострове скачки Резеля распространены только на крайнем северо-востоке в центральной части Пиренеев, не проникая дальше на полуостров. На Балканском полуострове водятся на его северо-западе и в центре, преимущественно в пределах Динарского нагорья и Западных Родоп. Встречаются в Крыму (в степях Центрально-Крымской равнины, предгорной лесостепи и на субсредиземноморском Южном берегу, однако здесь этот вид везде очень редок), на юге и западе полуострова Ютландия. Популяции, обитающие на юге Скандинавского полуострова в южной и центральной Швеции, преимущественно в окрестностях озера Меларен, ввиду их изолированности, скорее всего, являются интродуцированными, предположительно посредством морских грузоперевозок. В целом скачок Резеля распространён преимущественно на территориях с резким и умеренно-континентальным климатом с достаточно тёплым и сухим летом.
Изменение климата, глобальное потепление способствуют расселению этих кузнечиков на новые территории в северном направлении, смещению северной границы ареала вида. Распространение вида на новые площади происходит в основном за счёт способной летать длиннокрылой формы, более приспособленной к перемещениям на дальние расстояния. В некоторых местностях восходящие воздушные потоки могут поднимать длиннокрылых скачков Резеля на значительную высоту, а горизонтальные течения воздуха при этом переносить на достаточно большие расстояния. При этом кузнечики короткокрылой формы также могут расселяться на новые пространства, перемещаясь в том числе по растущим вдоль обочин дорог и канав зарослям травянистых растений. Распространяться на новые территории скачки могут также при перевозках скошенного на лугах сена, в котором в стеблях растений могут находиться их яйца.
В середине XX века скачок Резеля был интродуцирован (предположительно, посредством авиатранспорта) на востоке Северной Америки, сначала на востоке Канады, откуда проник в северо-восточные районы США.

## Места обитания

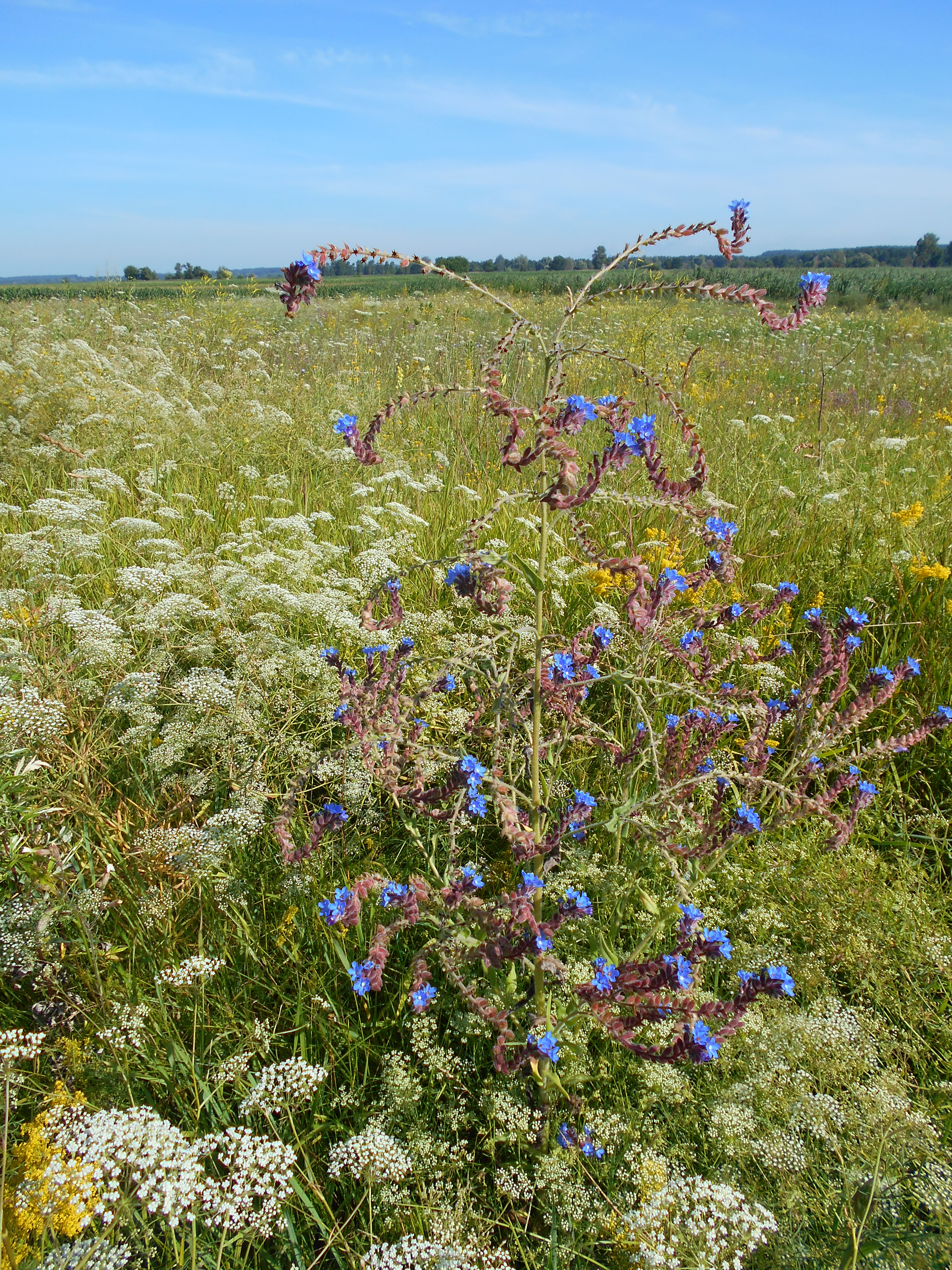
Высокотравный луг — типичное место обитания скачка Резеля

Луговой мезогигрофильный вид, настоящий (злаковый) хортобионт — обитает исключительно среди травянистых растений, преимущественно в злаковых и злаково-разнотравных растительных ассоциациях, приспособлен к жизни на узких листьях и стеблях растений в густых травянистых зарослях, в толще которых держится, обычно их не покидая. Населяет разнообразные травянистые биотопы — от разнотравных, злаково- и осоково-разнотравных, злаково-осоковых заболоченных и ксерофитно-разнотравных остепнённых, суходольных, заливных (пойменных) и болотистых лугов, плакорных сухих лугов и луговых степей до сельскохозяйственных угодий, залежей, перелогов и рудеральных зарослей в природных зонах широколиственных и смешанных лесов, лесостепи и степи, а также тайги, преимущественно европейско-западносибирской темнохвойной тайги, состоящей главным образом из ели и пихты, и в меньшей степени восточносибирской светлохвойной, образованной в основном лиственницей. В азиатской части ареала скачок Резеля распространён только на юге таёжной зоны, в то время как на севере Европы обычен в средней тайге, в небольших количествах встречается в северной, а изредка — даже в крайне-северной части этой зоны. В лесах этот кузнечик встречается на полянах и лесных опушках с обильной разнотравно-злаковой растительностью, нередко включающей и папоротники. Непосредственно в лесные заросли он не заходит. Встречается на осоково-сфагновых верховых болотах и на злаково-осоковых заболоченных лугах по краям водоёмов и низинных болот. В зоне степей скачок обитает только на участках с луговой растительностью (луговых степях), не проникая в типичные дерновинно-злаковые степи, в пределах которых исключение могут составлять только увлажнённые мезофитные биотопы в балках и по берегам водоёмов. В степях встречается в том числе на фрагментах с каменистым грунтом и кустарниковыми зарослями с ковылём. Обычно этот кузнечик избегает также урбанизированных территорий, а если и встречается на пустырях в их пределах, то только в местах с достаточно густым травостоем. Может встречаться в непосредственной близости от морских побережий, на закреплённых и покрытых травянистой растительностью серых дюнах. Более всего скачок Резеля предпочитает высокотравные влажные и среднеувлажнённые луга, на которых не производятся сенокос и выпас животных.
Локальное распространение этих кузнечиков зависит от видового состава и структуры растительных ассоциаций. Ключевым фактором при этом является высота травостоя, поскольку в низкой траве они более уязвимы для хищников. Кроме того, высота растительности важна для стридуляции, во время которой насекомые стараются занять как можно более высокую позицию, чтобы звук распространялся вокруг как можно дальше. В то же время растительность не должна быть слишком высокой и густой, чтобы не заглушать издаваемые ими звуки и не затенять поющих кузнечиков, закрывая их от солнца, поскольку их стридуляционная активность зависит от температуры окружающей среды. Предпочтение кузнечиками более высокой или более низкой растительности может изменяться в зависимости от времени года.
Равнинно-низкогорный вид, в горных районах скачок Резеля распространён до верхней границы пояса лесов, иногда проникает в субальпийский пояс. В частности обитает на горных лугах и лесных опушках центральной части Пиренеев, широко распространён в Альпах, встречается в лесном поясе Карпат, на расположенных на высоте от 1250 м умеренно сухих участках со степной растительностью, в том числе в пределах местами остепнённых сосновых редколесий, и на умеренно влажных разнотравных и разнотравно-злаковых высокотравных лугах, осочниках и белоусниках субальпийского пояса Северного Кавказа, на разнотравных лугах на склонах и в долинах таёжного, лесостепного и степного поясов Алтая (широко распространён по всей Алтайской горной системе, кроме юго-востока, где нижние высотные пояса сильно опустынены), водится на разнотравно-злаковых лугах в долинах рек юго-запада Кузнецкого Алатау. В Альпах и на Кавказе распространён до высоты 1700 м над уровнем моря, в Пиренеях — до 1770 м.
Практически везде в местах своего обитания скачок Резеля является достаточно обычным видом. Плотность популяции этих кузнечиков, как правило, составляет от 0,7 до 11 взрослых насекомых на 10 м². Общая численность популяции вида в целом увеличивается.

## Питание
Всеядный вид с преимущественно растительноядным питанием. Скачки Резеля питаются в основном зелёными частями травянистых растений и их семенами, иногда поедают более мелких насекомых. В основной рацион этих кузнечиков входят разные виды злаков (Poaceae) и многолетних травянистых растений, таких как одуванчик лекарственный (Taraxacum officinale) и щавель туполистный (Rumex obtusifolius). Личинки скачков Резеля ориентировочно с середины мая могут питаться гороховой тлёй (Acyrthosiphon pisum), земляными клещами, мелкими гусеницами озимой совки (Agrotis segetum), люцерновыми клопами (Adelphocoris lineolatus), а взрослые кузнечики летом — средними и крупными гусеницами совки и пяденицы крыжовниковой (Abraxas grossulariata), синими ивовыми листоедами (Chrysomela collaris), другими мелкими жуками. При содержании в неволе скачков Резеля кормят смесью из свежей травы, овсяных хлопьев, пыльцы пчелиных обножек (перги) и сухого гранулированного корма для аквариумных рыбок либо семенами трав с добавлением, особенно при выращивании личинок, специального корма для сверчков с повышенным содержанием кальция (такие корма производятся специально для кормления сверчков в домашних инсектариумах и содержат не менее 20 % протеина, 5 % жира, 9 % растительного волокна, 8 % кальция, другие микроэлементы и витамины).
Некоторые кормовые объекты скачков Резеля

## Враги

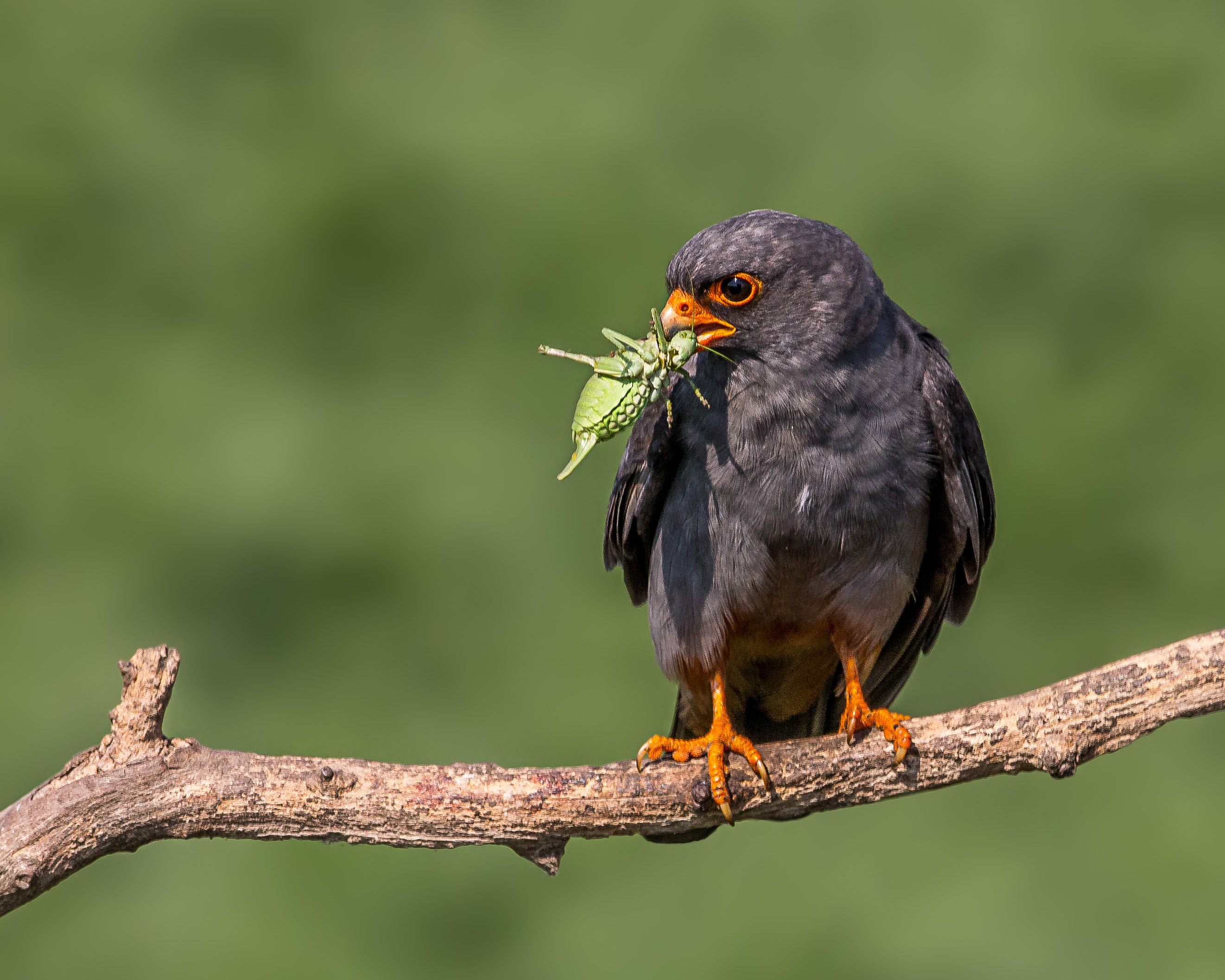
Самец кобчика с пойманным кузнечиком

В свою очередь сами скачки, как и другие кузнечики, могут становиться добычей более крупных насекомоядных животных, в том числе мелких хищных птиц, таких как питающийся почти исключительно насекомыми сокол кобчик (Falco vespertinus), в рационе которого скачки Резеля, в местах, где они многочисленны, могут играть немаловажную роль. Поскольку оба вида предпочитают для обитания сходные лугово-пастбищные травянистые ландшафты, эти кузнечики подвергаются нападению кобчика во многих частях своего ареала. Питается скачками и более крупный малый подорлик (Clanga pomarina). Наиболее подвержены нападению хищных птиц длиннокрылые скачки Резеля, когда их подхватывают восходящие потоки воздуха и поднимают на значительную высоту. Питаются этими кузнечиками не только дневные хищные птицы, но и некоторые совы, например, сплюшка (Otus scops) — мелкая охотящаяся в сумерках и в лунные ночи совка, рацион которой состоит преимущественно из насекомых. Она ловит насекомых на лету, на траве и на земле. Сплюшка распространена почти по всему ареалу скачка Резеля, кроме самых северных районов и Восточной Сибири. Кроме того, скачки могут становиться добычей широко распространённого в Европе белого аиста (Ciconia ciconia), часто кормящегося насекомыми на лугах и сельхозугодьях, насекомоядных воробьинообразных птиц, таких как сорокопуты, в частности обыкновенного жулана (Lanius collurio).
Питаются скачками Резеля и некоторые пресмыкающиеся, например, широко распространённая на юге Восточной Европы и Северной Азии восточная степная гадюка (Vipera renardi), в рационе которой разные виды прямокрылых могут составлять более 40 %, а у молодых змей возрастом до года — до 90 %.
Опасность для скачков Резеля представляют не только позвоночные насекомоядные животные, но и хищные членистоногие, в том числе относительно близкородственные (принадлежащие к одному с ними семейству) крупные хищные нелетающие кузнечики степные дыбки (Saga pedo), нападающие почти на все виды прямокрылых насекомых, обитающие в одних с ними местах. Нападениям дыбок скачки подвергаются на юге своего ареала, примерно от широты Карпат и дальше на юг, поскольку ареал дыбок более южный.
Охотятся на скачков Резеля и роющие осы из семейства Sphecidae, например, широко распространённый на юге Европы и в Центральной Азии желтоватый сфекс (Sphex funerarius). Самки этих ос — специализированные охотники на прямокрылых, парализующие их и перетаскивающие в свои норки, где кузнечики служат кормом для их личинок. В Северной Америке после появления там скачков Резеля на них стали активно охотится местные американские роющие осы Sphex ichneumoneus, которые стали их ловить в больших количествах. Осы S. ichneumoneus хотя и являются одиночными, но могут образовывать большие, до сотни особей, колонии, делая норки на относительно небольшом расстоянии друг от друга. Вместе самки такой колонии могут добыть до 600 особей прямокрылых, оказывая таким образом значительное влияние на местные популяции кузнечиков.
Некоторые животные, питающиеся скачками Резеля

## Стридуляция
Для привлечения самок взрослые самцы, как и у других прямокрылых, используют призывные звуковые сигналы, издаваемые во время стридуляции (стрекотания) при помощи стридуляционного органа на надкрыльях. Стрекотать они начинают в июле и поют до глубокой осени. Стрекочут в светлое время суток, в солнечную, жаркую погоду, как при ярком солнце, так и при облаках. В жару могут петь до позднего вечера. Издают не очень громкие, слышимые человеком на расстоянии всего не более 10 м, однообразные высокие продолжительные звуки, прерывающиеся лишь на несколько секунд. Для стрекотания самцы стараются забраться как можно выше, чтобы звук распространялся вокруг как можно дальше, и располагаются на солнечной стороне, где температура наиболее благоприятна для стридуляции. В течение дня они могут перемещаться среди растительности, стараясь находиться на солнечной стороне. Особо ценятся у самцов участки, где ветром или дождём были надломлены и согнуты несколько стеблей травы и образовалась своеобразная открытая площадка. При этом сразу несколько самцов могут стараться занять эту «сцену», издавая короткие отрывистые звуки при приближении к ней и даже вступая в короткие стычки между собой. В местах, где скачки Резеля многочисленны, несмотря на негромкость стрекотания каждого отдельного самца, тем не менее весь луг может быть заполнен их песней.
Песня скачков Резеля представляет собой непрерывное пронзительное, напоминающее звонкое жужжание, высокочастотное стрекотание. Частотный спектр издаваемых ими звуков находится в диапазоне 7—46 кГц с полосой преобладающих частот в пределах 12—26 кГц и доминирующей частотой на уровне 17—18 кГц (при температуре окружающего воздуха +24…+27 °С). Песня состоит из продолжительных серий почти одинаковых акустических пульсов (звуковых посылок), повторяющихся в зависимости от температуры окружающей среды от 40 при +20 °С до 110 при +40 °С раз в секунду. Каждый такой пульс соответствует одному трущему движению надкрыльев друг о друга, как при их разведении немного в стороны, так и при обратном движении. Таким образом, при одном цикле движения надкрыльев издаётся два звуковых пульса с одинаковыми акустическими характеристиками. Каждый пульс имеет постепенно нарастающую от минимальной до максимальной амплитуду, пульс заканчивается практически сразу после максимума. Средняя длительность пульсов при температуре воздуха +25 °С составляет 9,6 мс, интерпульсов (коротких интервалов между пульсами) — 4,9 мс, периода повторения пульсов — 16,8 мс. Влияет температура и на продолжительность самих звуковых серий, увеличивающуюся при её повышении с 5 секунд при +20 °С до в среднем 25 с при +40 °С, и интервалы между сериями, сокращающиеся в обратной зависимости с 2—3 с до 1 с соответственно. Однако продолжительность звуковых серий может быть и значительно больше, иногда скачки Резеля могут непрерывно стрекотать на протяжении почти 2 минут (при температуре +30…+40 °С). Продолжительность интервалов между сериями может варьировать от долей секунды до почти 4 секунд. Во время этих интервалов скачки не издают никаких звуков. Температура окружающей среды влияет на стридуляционную активность самцов в целом, с повышением температуры они стрекочут всё чаще, отдавая этому занятию всё больше времени. В песнях самцов частота повторения и длительность пульсов несут видоспецифическую информацию, то есть самки этих кузнечиков среди звуков в хоре насекомых ориентируются и реагируют именно на эти параметры акустических сигналов. Наиболее активная реакция самок скачков Резеля наблюдается при частоте повторения пульсов около 70 пульсов в секунду (при снижении до 65 или возрастании до 80 пульсов/с уменьшается примерно на 15 %) и их длительности 9—12 мс. При этом самке достаточно услышать лишь короткий фрагмент трели всего из 14 пульсов, длящийся 220 мс, чтобы распознать песню самца своего вида среди звуков других насекомых, в том числе обитающего в тех же местах и представляющего определённую опасность хищного певчего кузнечика (Tettigonia cantans), частота повторения пульсов у которого вдвое меньше (примерно 25 пульсов/с), чем у скачков Резеля.
Стрекотание самца скачка Резеля при разной температуре окружающей среды
Похожую по звучанию песню имеют кузнечики скачок Федченко (R. fedtschenkoi) и большой конусоголов (Ruspolia nitidula), также обитающие на юге Европы и Сибири. Однако в целом песня скачка Резеля достаточно видоспецифична, характерна только для этого вида и может быть сравнительно легко распознана среди звуков, издаваемых другими прямокрылыми. Одной из основных видоспецифичных характеристик песни этого вида является частота повторения пульсов в сериях, максимальная среди всех насекомых в биотопах обитания этих кузнечиков. По сравнению со стридуляцией широко распространённого в Европе певчего кузнечика, издающего громкие резкие звуки, стрекотание скачка Резеля более тихое и мягкое.

## Размножение

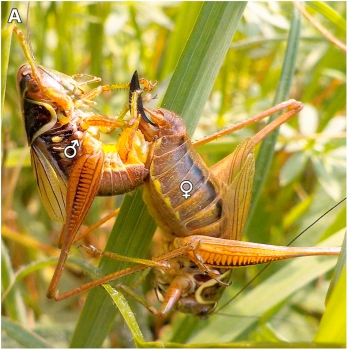
Спаривающаяся пара скачков Резеля

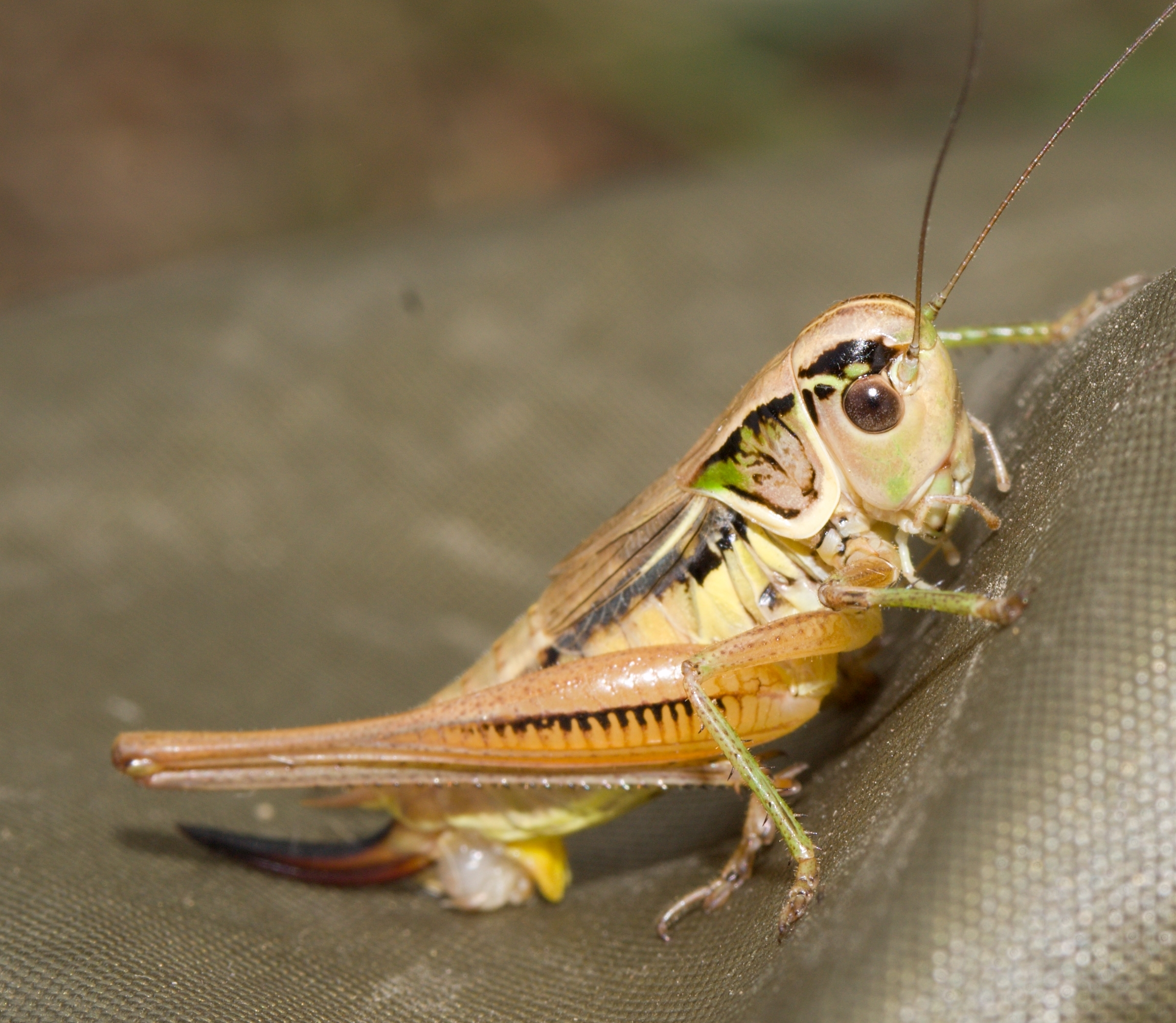
Самка после спаривания, виден сперматофор (белого цвета) на конце брюшка между отогнутой генитальной пластинкой и яйцекладом

В течение года развивается одно поколение скачков Резеля. Полигамный вид, самцы и самки в течение сезона спариваются с несколькими особями противоположного пола. Самка находит самца фонотаксически, ориентируясь на издаваемое им стрекотание. Привлечённая пением самца самка забирается ему на спину, после чего партнёры соединяются половыми отверстиями, самец крепко захватывает церками с помощью расположенных на них зубцов конец брюшка самки, а передними и средними ногами, согнувшись, обхватывает её яйцеклад. Далее происходит спаривание, во время которого самец вводит свои титилляторы в генитальную камеру самки и совершает ими стимулирующие её движения, высовывая и втягивая их обратно. У самцов скачков Резеля одна пара титилляторов, их длина составляет 0,8—0,95 мм, в редких случаях до 1,05 мм, и зависит от размеров самого самца. Титилляторы одинакового размера и зеркально симметричны, хотя иногда наблюдается небольшая асимметрия в расположении зубчиков на их вершинах. Коррелирует с величиной тела самцов и частота совершаемых титилляторами копулятивных движений: если мелкие самцы совершают от 6 до 10 таких движений в минуту, то наиболее крупные — от 10 до 18 движений в минуту. Движения титилляторов и окружающих их тканей фаллобазиса имеют ритмичный, симметричный и синхронный характер.
В финале спаривания, примерно через 30 минут после начала копуляции, самец выделяет крупный сперматофор, который прикрепляет к половому отверстию самки на конце её брюшка под яйцекладом, вводя его выводную трубку в её генитальную камеру. Сперматофор состоит из двух покрытых сперматофилаксом (густым и липким студенистым веществом, состоящим в среднем на 13,3 % из белков) флаконов с половыми продуктами. Масса сперматофора составляет примерно 10,4 % от массы тела самца и колеблется в пределах 0,015—0,047 г (15—47 мг) в зависимости от размеров самцов. При этом масса самих флаконов составляет 0,010—0,017 г (10—17 мг), а масса сперматофилакса — 0,014—0,031 г (14—31 мг). Размер сперматофилакса напрямую зависит от размера флаконов и больше у более крупных самцов. Однако концентрация в нём белков имеет обратную зависимость — она выше в сперматофилаксах меньшей массы и варьирует в пределах 5—21 %, наибольшая наблюдается в сперматофилаксах массой примерно 19 мг. После спаривания сперматофор остаётся прикреплённым к брюшку самки, его флаконы остаются снаружи. Сразу после спаривания самка начинает постепенно съедать сперматофор, начиная со сперматофилакса. За это время сперма перемещается из флаконов в сперматеку самки. Самки в течение своей жизни могут спариваться до пяти раз, однако большинство самок спаривается всего 1—2 раза, лишь примерно каждая шестая — три, и только менее 2 % самок спариваются 4—5 раз. При этом в северных популяциях наблюдается в среднем большее количество спариваний у самок, чем в более южных, что может объясняться меньшим размером сперматофилакса у самцов, обитающих в условиях более ограниченных ресурсов, и, как следствие, меньшим содержанием в нём веществ, ингибирующих способность самки к повторным спариваниям, а также его меньшей питательностью, имеющей значение для развития у самки яиц. Замечено также, что самки среднего размера спариваются большее число раз, чем мелкие или наоборот самые крупные.

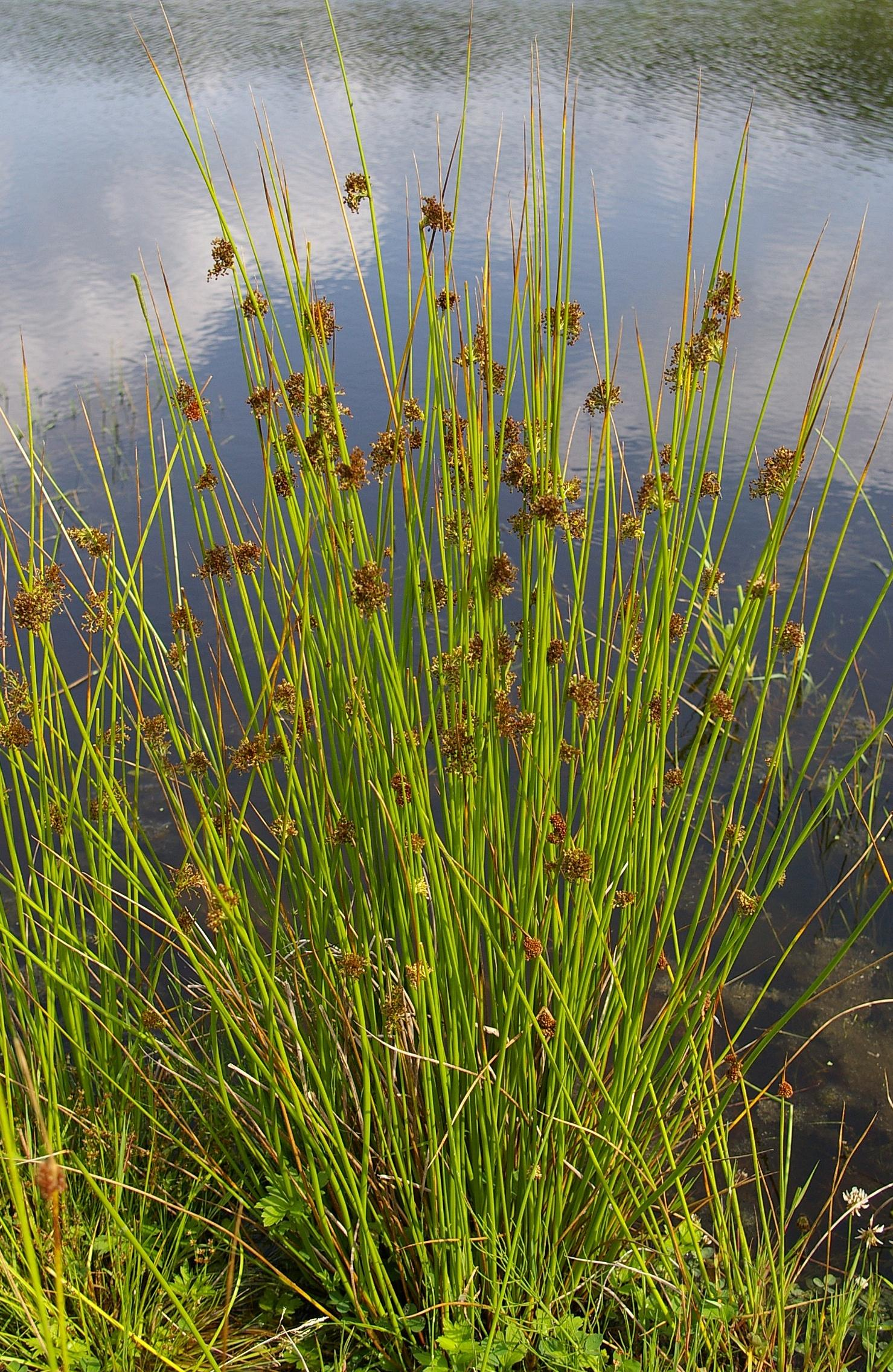
Ситник развесистый (Juncus effusus), одно из излюбленных растений самок скачков Резеля для откладывания яиц

Яйца самки откладывают летом и осенью в полые стебли и влагалища листьев зелёных или уже сухих травянистых растений, в основном ситников (Juncus spp.), а также осоковых (Cyperaceae) и других. Выбор тех или иных растений зависит от видового состава растительных ассоциаций и условий конкретного местообитания, поскольку, например, в болотистых и затапливаемых в половодья местах только что вылупившиеся весной личинки этих кузнечиков с большой вероятностью могут оказаться в воде, а попав на поверхность воды, они не способны выбраться с водной плёнки и тонут. Одним из излюбленных растений для откладывания яиц у самок скачков Резеля является распространённый почти по всей Евразии ситник развесистый (Juncus effusus). Они предпочитают откладывать яйца в сухие стебли этого растения диаметром 2,1—2,5 мм. Именно сухие стебли этого и других растений обычно долгое время остаются в вертикальном положении, редко ломаясь и падая, поэтому выбор самками для откладывания яиц в большинстве случаев сухих стеблей снижает вероятность попадания новоотрождённых личинок в воду. Во многих местах в августе и сентябре сухие стебли развесистого ситника наличествуют в больших количествах, они не подвергаются гниению и разложению в течение ближайшей зимы, обеспечивая достаточно надёжную защиту отложенным в них яйцам, а состоящая из эластичных волокон мягкая губчатая заполненная небольшими воздушными пространствами сердцевина стеблей обеспечивает им изолированную среду с постоянным микроклиматом — стабильными температурой и относительной влажностью вокруг них. Упругость губчатой сердцевины обеспечивает надёжное закрепление яиц внутри стебля.
За один раз откладывается одно или несколько яиц. В тонкие стебли развесистого ситника, имеющие диаметр менее 1,7 мм, самка откладывает только одно яйцо, в то время как в широкие, диаметром более 2,3 мм, может отложить сразу до 7 яиц. Однако слишком широкие стебли также малопригодны для откладывания в них яиц, поскольку их сердцевина часто бывает неравномерной, разломанной, менее эластичной, чем в более узких стеблях, что снижает её изолирующие и удерживающие свойства, ухудшая защищённость яиц. Поэтому самки значительно реже выбирают стебли диаметром более 2,5 мм. Перед откладыванием яиц они тщательно выбирают подходящие стебли, ощупывая их щупиками и пробуя жевать мандибулами. В понравившемся месте стебля самка прогрызает в его стенке небольшое отверстие, в которое, изогнув брюшко, просовывает свой яйцеклад на одну треть его длины. Она снова определяет пригодность стебля, теперь по его ширине, которая должна соответствовать ширине вершинной части яйцеклада. Если стебель не подходит, самка вынимает яйцеклад и двигается дальше. В подходящий стебель самка засовывает яйцеклад в отверстие полностью и начинает откладывать яйца. Если отверстие получилось узковатое, стенка стебля надрезается дальше яйцекладом. Непосредственно процесс откладывания яиц может длиться до 30 минут, в течение которых самка остаётся полностью неподвижной, видны только повторяющиеся пульсирующие движения её брюшка, из которого яйца, проходя через яйцеклад, попадают во внутреннюю полость стебля. Отложив яйца, самка поднимает брюшко и быстрым движением вынимает из отверстия яйцеклад, после чего ищет новое место для откладывания яиц на том же или на другом стебле. После извлечения яйцеклада сердцевина стебля расширяется, закрывая оставленный яйцекладом канал и изолируя тем самым кладку от внешней среды. Общее количество откладываемых одной самкой за сезон яиц сильно варьирует и составляет в среднем примерно от 25 до 48 штук. Яйца у скачков Резеля вытянутые, цилиндрические со слегка обрубленными концами, размером примерно 4,5 × 1,0 мм, бурого цвета. Зимуют у этих кузнечиков только яйца.

## Развитие
Моновольтинный и полувольтинный вид, личинки появляются на следующий год после откладки яиц или через год в зависимости от того, когда они были отложены — летом или осенью. Если яйца отложены в середине лета, у них достаточно времени для полного развития при достаточно высоких температурах окружающей среды. С понижением температуры и влажности воздуха, сокращением продолжительности светового дня, наступлением зимы яйца скачков переходят в состояние позднеэмбриональной диапаузы, во время которой обмен веществ и развитие эмбриона в них приостанавливаются. Поскольку эмбрион в этих яйцах завершил своё развитие до диапаузы, весной следующего года с наступлением потепления личинки выходят из яиц. Это моновольтинный жизненный цикл с ежегодной сменой поколений. В то же время развитие яиц, отложенных самками в конце лета (в конце августа) и осенью, занимает три (зима — лето — зима) сезона. Сначала на ранней стадии эмбрионального развития они входят в состояние факультативной диапаузы, возобновляя развитие в течение следующей весны и лета, после чего переходят в обязательную позднеэмбриональную диапаузу, длящуюся в течение второй зимы, а личинки выходят только на вторую весну (полувольтинный жизненный цикл со сменой поколений через год). Таким образом, откладывание самками скачков Резеля яиц в несколько заходов в разное время может приводить к одновременному существованию в одной популяции этих кузнечиков потомков одной самки первого и второго поколений, имеющих при этом аналогичный возраст. Отрождение потомков одних родителей в разные годы позволяет хотя бы части из них избегать возможные неблагоприятные условия окружающей среды, например, в годы с сильными засухами, которые периодически имеют место в разных частях обширного ареала этого вида, и появляться в подходящие для жизни годы. Тем не менее в южных популяциях скачков Резеля преобладает моновольтинность, а с продвижением на север увеличивается доля полувольтинности, что связано с всё более поздним достижением половозрелости и бо́льшими интервалами между спариваниями из-за возрастающей ограниченности ресурсов, хотя соотношение двух жизненных циклов может несколько варьировать в зависимости от погодных условий в каждом конкретном году. Хотя длительное эмбриональное развитие при полувольтинности повышает риск гибели яиц вследствие более продолжительного воздействия факторов окружающей среды, большее количество спариваний самок увеличивает шансы на их совокупление с более генетически совместимыми самцами и, таким образом, производство более жизнеспособного потомства.

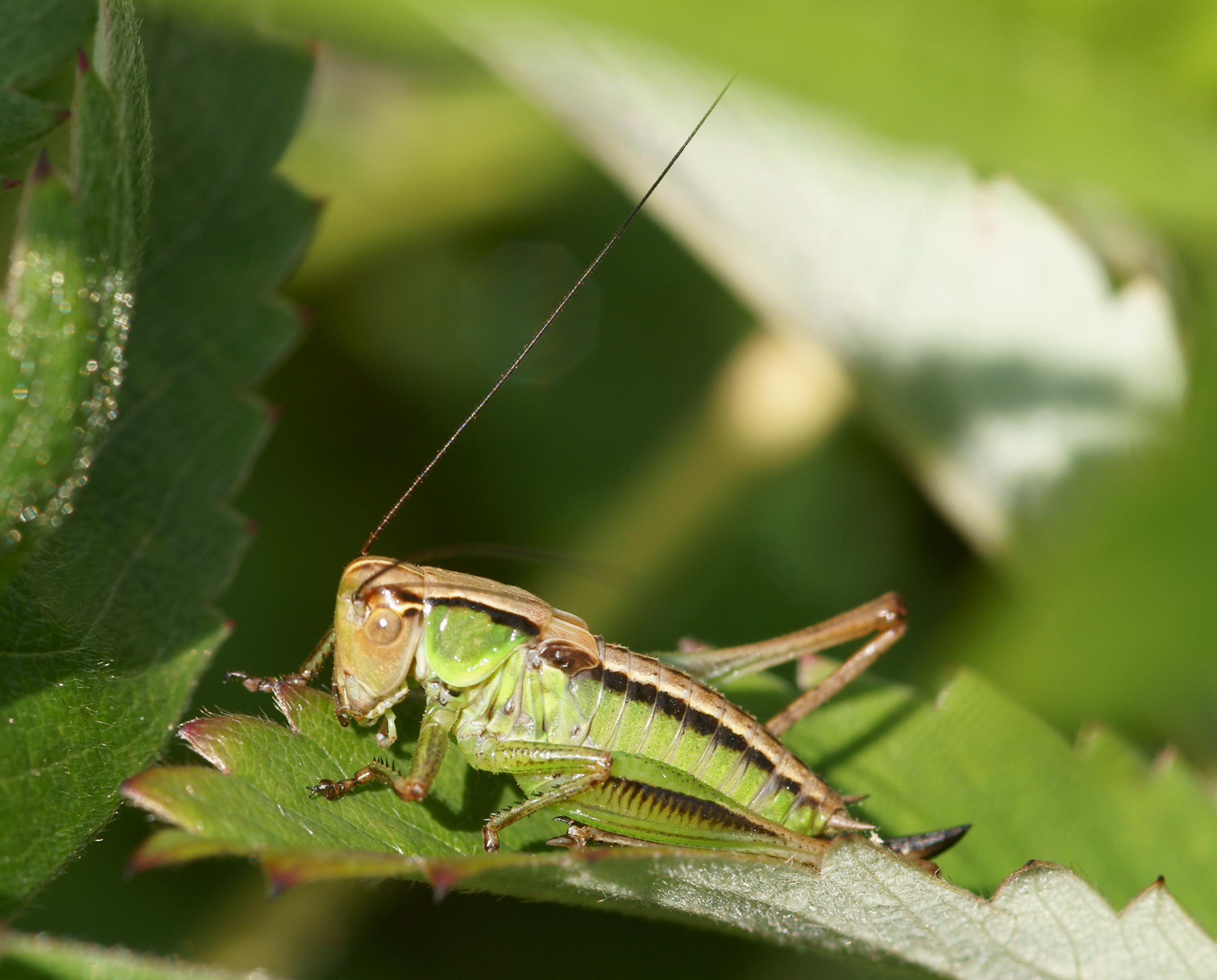
Личинка самки скачка Резеля

Вне зависимости от продолжительности развития эмбрион скачков Резеля проходит 26 стадий эмбриогенеза. В состояние факультативной диапаузы при полувольтинном жизненном цикле он входит обычно на 4-й (реже 5—7-й) стадии, после того, как бластодерма покрывает весь желток и только что сформировался эмбриональный зачаток, а позднеэмбриональной диапаузы — на 23-й стадии, незадолго до окончания развития. Помимо температуры, значительное влияние на продолжительность развития и выживаемость эмбрионов оказывает влажность среды, в которой происходит инкубация яиц, поскольку в процессе развития (кроме периодов диапауз) яйца впитывают воду из окружающей среды, постепенно увеличиваясь в размерах. В целом чем выше влажность окружающего воздуха, тем выше процент выхода личинок из яиц, а максимальный показатель выхода наблюдается при непосредственном контакте яиц с влагой в течение всего периода развития. При относительной влажности воздуха на уровне 30 % выход личинок происходит у всего немногим более пятой части яиц. Недостаток влаги в окружающей среде может приводить к увеличению продолжительности эмбриогенеза вплоть до продления его на вторую зиму (переход от моновольтинного к полувольтинному развитию).

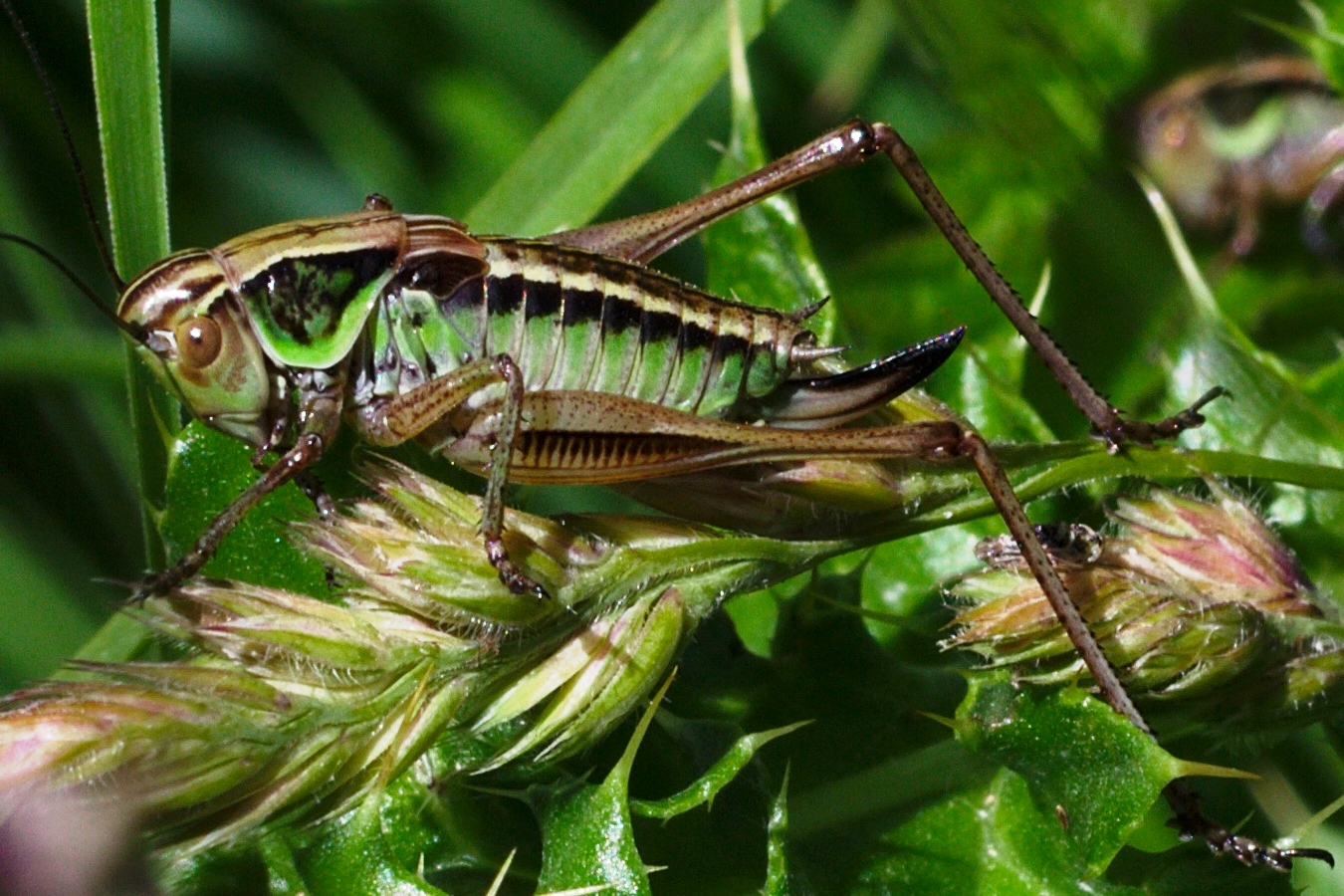
Личинка самки последнего, шестого возраста, видны зачатки надкрыльев и крыльев и уже вполне развитый яйцеклад

Выход личинок из яиц в разных частях ареала этих кузнечиков происходит в разное время: на большей части Европы личинки появляются в апреле — мае, на Британских островах — в конце мая — июне, в Кузнецкой котловине (юг Западной Сибири) на востоке ареала — в начале июня. Внешне личинки, как и у всех прямокрылых, похожи на взрослых особей (имаго), только меньше размером, особенно на ранних стадиях, и не имеют надкрыльев и крыльев, есть только их зачатки у личинок двух старших возрастов. В процессе развития личинки скачков Резеля проходят 6 личиночных возрастов, пока после последней линьки не становятся взрослыми насекомыми (имаго). У личинок первого возраста тимпанальные органы ещё не развиты, у самок на месте будущего яйцеклада имеется 3 пары маленьких бугорков, церки самцов похожи на церки самок, примерно 0,35 мм в длину, прямые и без зубчиков. Личинки второго возраста похожи на таковых первого, только немного крупнее, переднеспинка имеет длину немного более 1 мм, церки достигают около 0,5 мм. У личинок третьего возраста начинают формироваться тимпанальные органы, на проксимальной части голеней передних ног становится заметна барабанная перепонка, имеющая вид неглубокого овального углубления, церки вырастают до 0,7 мм. Тимпанальные органы личинок четвёртого возраста начинают приобретать щелеобразный вид, переднеспинка достигает примерно 2 мм, у самок уже заметен короткий, в длину около 1,5 мм по верхнему краю и 2 мм по нижнему, яйцеклад, конец которого достигает концов их церок и слегка загнут вверх, церки вырастают примерно до 1 мм, у самцов на них у вершины на внутренней поверхности появляются маленькие конические выступы — зачатки зубчиков. У личинок пятого возраста (протонимф) появляются зачатки крыльев, края которых достигают края первого брюшного тергита, переднеспинка и яйцеклад имеют длину более 3 мм, церки самок — примерно 1,5 мм (конец яйцеклада уже заходит за их концы), самцов — около 2 мм, зачатки зубчиков на них становятся крупнее. У личинок последнего, шестого возраста (дейтонимф) наблюдается слабо заметный половой диморфизм в размерах зачатков надкрыльев: у самок зачатки надкрыльев и крыльев треугольной формы, одинаковой длины и достигают края второго брюшного тергита, у самцов зачатки надкрыльев немного длиннее зачатков крыльев и закруглены. Переднеспинка в длину более 4 мм, яйцеклад намного длиннее церок, размером почти как у взрослых самок, и сильно изогнут в дорсальном направлении. Церки самцов более 2 мм в длину, их концы немного расходятся в стороны, зубцы почти полностью сформированы, направлены несколько назад. На стадии дейтонимфы определяется, какой длины у взрослого кузнечика, будут крылья — будет он коротко- или длиннокрылым. Предположительно, развитие длиннокрылой формы связано с уменьшением выработки в организме личинки, особенно на последней стадии, ювенильного гормона, сокращением периода его наличия в её организме, что позволяет ей во время метаморфоза отрастить более крупные крылья и летательные мышцы.
| Возраст           | I                               | II            | III           | IV            | V              | VI               | Имаго                   |
| ----------------- | ------------------------------- | ------------- | ------------- | ------------- | -------------- | ---------------- | ----------------------- |
| Голова            | 1,1—1,3 (1,2)                   | 1,3—1,5 (1,4) | 1,9—2,1 (2,0) | 2,3—2,5 (2,4) | 2,6—3,0 (2,8)  | 3,1—3,7 (3,4)    | ♂ 3,5—4,2 ♀ 4,0—4,9     |
| Переднеспинка     | 0,8—1,0 (0,9)                   | 1,0—1,2 (1,1) | 1,8—2,2 (2,0) | 2,5—2,9 (2,7) | 3,5—3,7 (3,6)  | 4,2—4,6 (4,4)    | ♂ 4,0—4,7 ♀ 4,1—5,3     |
| Бедро задней ноги | ♂ 2,4—2,7 (2,5) ♀ 2,5—2,7 (2,6) | 3,1—3,4 (3,3) | 5,6—6,4 (6,2) | 7,6—8,3 (7,8) | 9,5—10,3 (9,9) | 11,7—14,0 (12,4) | ♂ 13,8—16,2 ♀ 14,9—18,0 |
| Яйцеклад ♀        | 0,1                             | 0,1—0,3 (0,2) | 0,6—1,0 (0,8) | 1,5—1,9 (1,7) | 2,9—3,5 (3,2)  | 5,6—6,0 (5,8)    | 5—9                     |

Взрослые кузнечики (имаго) появляются в конце июня — начале июля, в Кузнецкой котловине — в начале и середине июля, на Британских островах — в конце июля. При благоприятных погодных условиях скачки Резеля могут доживать до конца октября.

## Систематика и эволюция
Вид Roeseliana roeselii был впервые описан в 1822 году швейцарским энтомологом Якобом Иоганном Хагенбахом по экземплярам, собранным в Швейцарии в районе города Базеля (типовое местонахождение вида). Видовое научное название «roeselii» Хагенбах дал новому виду в честь немецкого энтомолога XVIII века Августа Иоганна Рёзеля фон Розенгофа, одного из пионеров изучения живой природы. Изначально Хагенбах поместил новоописанный вид в род Locusta. Позднее ещё несколько представителей этого вида из разных популяций были описаны разными исследователями как новые виды под разными названиями, которые впоследствии, при установлении их принадлежности к одному виду, были синонимизированы с таксоном R. roeselii. Так, в 1825 году немецкий энтомолог Туссен де Шарпантье описал новый вид кузнечиков, внешне очень похожих на Locusta roeselii, но с гораздо более длинными крыльями, который он назвал Locusta diluta. Лишь гораздо позднее выяснилось, что эти длиннокрылые кузнечики не отдельный вид, а лишь длиннокрылая форма уже описанного ранее L. roeselii, встречающаяся во многих его популяциях. И хотя видовой статус и вообще самостоятельность этого таксона были упразднены, с тех пор длиннокрылую форму скачка Резеля называют diluta.
В 1941 году немецкий исследователь Фредерик Эверард Цойнер провёл ревизию рода Metrioptera, в который в то время включали больше 100 видов кузнечиков, в том числе и M. roeselii, и в результате выделил его и ещё несколько наиболее близкородственных видов в отдельный род Roeseliana Zeuner, 1941, названный им также в честь Рёзеля фон Розенгофа. Вид Roeseliana roeselii стал типовым видом этого рода. Однако во второй половине XX века род Roeseliana в качестве подрода снова стали включать в состав рода Metrioptera либо рода Bicolorana вследствие близкого родства и морфологической схожести представителей этих таксонов. Тем не менее в настоящее время после проведённой в 2011 году итальянскими энтомологами ревизии таксон Roeseliana снова рассматривают в статусе самостоятельного рода настоящих кузнечиков (семейство Tettigoniidae), близкого родам Bicolorana (наиболее близкий род), Metrioptera, Sphagniana и Zeuneriana, с которыми его объединяют в одну группу родов в составе трибы Platycleidini подсемейства Tettigoniinae.
Таким образом, скачок Резеля — один из 8 видов широко распространённого в умеренной и частично субтропической климатических зонах Евразии рода Roeseliana. Наряду с R. fedtschenkoi, которого, несмотря на морфологические отличия, иногда считают подвидом скачка Резеля, имеет самый обширный ареал среди всех видов этого рода. Скачок Федченко распространён южнее скачка Резеля, его ареал имеет вид полосы, проходящей между 42° и 47° северной широты от Юго-Восточной Европы (Балканского полуострова) и Малой Азии до Якутии в основном по степям и частично полупустыням и пустыням. Однако во многих районах ареалы этих видов пересекаются, и в некоторых местах, например, в долинах Родопских гор в Болгарии, по мнению некоторых исследователей, между ними происходит гибридизация и встречается промежуточная форма R. roeselii roeselii (Hagenbach, 1822) / fedtschenkoi (Saussure, 1874). Смешанная популяция, у отдельных особей которой наблюдается преобладание признаков одного либо другого вида, была найдена также в Карпатах. Однако у учёных нет единого мнения по поводу систематики скачка Федченко и «границы» между ним и скачком Резеля. Так, обитающие в Южной Европе популяции, ранее относимые к виду R. fedtschenkoi, в последние десятилетия однозначно относят к виду R. roeselii. Однако видовая принадлежность балканских популяций остаётся спорной: в то время как одни исследователи находят там присутствие представителей обоих видов, другие считают их всех R. roeselii, а ареал R. fedtschenkoi определяют лишь в азиатской части — от Кавказа и далее до Якутии. Некоторые ортоптерологи пошли ещё дальше и высказывают предположение, что настоящий R. fedtschenkoi, по всей видимости, вообще водится только на Тянь-Шане, а все остальные приписываемые этому виду популяции из равнинных и низкогорных степей и полупустынь юга Сибири, Казахстана, Малой Азии и Юго-Восточной Европы представляют собой южный подвид R. roeselii.

### Армянская популяция
Не определена окончательно и видовая принадлежность обитающей на Кавказе в Армении в долине реки Мармарик на высоте 1980 м, у верхней границы пояса лесов, небольшой популяции скачков из рода Roeseliana, внешне очень похожих на скачка Резеля, но с немного более крупной переднеспинкой у самцов (до 5 мм при длине тела 16 мм) и несколько более длинными надкрыльями (11 мм у самцов и 6—8 мм у самок при длине тела последних 17—20 мм) у короткокрылой формы, встречаются также особи длиннокрылой формы. Населяют эти кузнечики опушки леса на берегу реки, сырые луга и сенокосы. Личинки в этой популяции появляются в начале июня, взрослые особи — с конца июля по август. Одни исследователи относят эту популяцию к виду Roeseliana roeselii (в таком случае это единственная популяция скачков Резеля на территории Армении и краевая популяция вида в этом регионе в целом), однако другие по результатам изучения титилляторов самцов этой группы пришли к выводу, что эту популяцию следует относить к виду Roeseliana fedtschenkoi.

### Подвиды
Описанная Хагенбахом форма считается номинативным подвидом скачка Резеля — Roeseliana roeselii roeselii (Hagenbach, 1822), распространённым на большей части ареала этого вида. В 1969 году по собранным в районе города Негрешти на северо-востоке Румынии экземплярам был описан новый вид кузнечиков Metrioptera vasilii Götz, 1969, очень близкий скачкам Резеля и Федченко, которых исследователи в то время также относили к роду Metrioptera. Кузнечики этого вида внешне очень похожи на скачков Резеля, имеют такую же окраску, длину тела 16—20 мм у самцов и 17—22 мм у самок. Длина яйцеклада самок 7—8 мм. От скачков Резеля номинативного подвида они отличаются более массивным телом, формой титилляторов самцов и генитальной пластинки самок. Дистальные части титилляторов у этого вида тоньше, более изогнуты и с бо́льшим количеством мелких зубцов в апикальной (вершинной) части. Стрекочут эти кузнечики также днём, их песня почти не отличается от звуков, издаваемых скачками Резеля. Обитают кузнечики формы vasilii в травянистых биотопах, предпочитая влажные и среднеувлажнённые луга, встречаются также на полях зерновых культур и вдоль просёлочных дорог. Зимуют только яйца, личинки появляются в апреле — мае, взрослые кузнечики — в июле и ещё встречаются в сентябре. Вид M. vasilii — эндемик Румынии, где обитает на востоке и северо-востоке страны, наиболее обычны эти кузнечики в Западной Молдовы. Форма vasilii оказалась настолько близкой формам roeselii и fedtschenkoi, что позднее её видовая самостоятельность была упразднена и в настоящее время одни исследователи считают её подвидом скачка Резеля — Roeseliana roeselii vasilii, а другие признают подвидом скачка Федченко — Roeseliana (Metrioptera) fedtschenkoi vasilii.

### Происхождение
Незначительность морфологических и биологических различий между вышеупомянутыми формами обусловлена относительно недавней эволюционной историей этой группы. Предполагается, что вид R. roeselii и близкие к нему таксоны, как и весь род Roeseliana в целом, имеют европейское северосредиземноморское происхождение, где этот род имеет максимальное разнообразие и где все его виды обитают в сходных, достаточно увлажнённых травянистых открытых биотопах. Распространению скачков Резеля и Федченко на восток, проникновению в кавказский регион и на юг Сибири способствовало похолодание климата в позднем плиоцене (в акчагыльском ярусе Черноморско-Каспийского бассейна, начавшемся примерно 3,5 млн лет назад) и на протяжении длительных периодов плейстоцена (2,6 млн — 11,7 тыс. лет назад), а разрывы ареалов на Ставропольской возвышенности и в Закавказье произошли уже в послеледниковое время.

## Хозяйственное значение и охрана
В 1970—1980-х годах скачок Резеля был отмечен в Закарпатье и Белорусской ССР как незначительный вредитель зерновых злаков, многолетних трав, сенокосов и пастбищ, находящихся в низменностях и предгорьях. Для контроля численности его и других могущих причинять вред сельскому хозяйству кузнечиков рекомендовалось применение различных ядохимикатов, помимо которых для скачков Резеля на сельхозугодьях одну из наибольших угроз представляет механизированное скашивание сена. В зависимости от степени механизированности всех работ по его скашиванию и уборке в их ходе уничтожается до 91 % всех скачков Резеля, обитающих на обкашиваемой территории. В то же время скачки Резеля, являясь всеядными насекомыми, питаются в том числе и сельскохозяйственными вредителями, чем приносят определённую пользу растениеводству и потенциально могут рассматриваться как биологический метод защиты растений.
В Армении этот кузнечик ввиду малочисленности и изолированности единственной популяции вида на территории страны, обитающей в долине реки Мармарик, занесён в Красную книгу, в категорию находящихся на грани исчезновения видов (в Красную книгу Армении данная популяция занесена как относящаяся к виду Roeseliana roeselii). Здесь скачок Резеля обитает на небольшой территории, включающей Анкаванский гидрологический заказник, в пределах которого он находится под охраной. Основную угрозу для данной популяции представляют возделывание земель и перевыпас скота, установление строгих ограничений на которые в заказнике рекомендуется для её сохранения. Кроме того, скачок Резеля обитает на многих других охраняемых территориях, например, в заповеднике «Приволжская лесостепь» (здесь эти кузнечики особенно обильны на участке «Попереченская степь»), Волжско-Камском (на Раифском участке) и Печоро-Илычском государственных природных биосферных заповедниках, Мордовском и Тигирекском заповедниках, национальных парках «Нижняя Кама» (в Боровецком лесу) и «Атарская Лука» в России, Карпатском биосферном заповеднике, природном заповеднике «Михайловская целина» и Великодобронском общезоологическом заказнике в Украине, Березинском биосферном заповеднике в Беларуси, Ойцовском национальном парке в Польше, национальном парке «Донау-Ауэн» в Австрии, где хотя и не проводится его целенаправленная охрана, однако охраняются пригодные для его обитания биотопы, что также способствует сохранению этого вида. В целом же Международным союзом охраны природы и природных ресурсов (МСОП) скачок Резеля признан видом, находящимся вне угрозы, поскольку имеет очень обширный ареал, в настоящее время ещё больше расширяющийся, является достаточно обычным видом в местах своего обитания и имеет тенденцию к увеличению общей численности популяции.

## Содержание в неволе
Скачки Резеля не относятся к популярным домашним животным, однако иногда их содержат в неволе, в частности для проведения научных исследований, например, изучения стридуляции самцов, записи их песен или изучения размножения. Для группового содержания личинок этих кузнечиков используют специальные пластиковые садки для насекомых размером 30 × 30 × 30 см с прозрачными дном и верхом и мелкой капроновой сеткой с ячейками 1,1 × 0,7 мм по бокам. Взрослых самцов содержат отдельно, поскольку они проявляют агрессию по отношению друг к другу. Поэтому их рассаживают в отдельные поллитровые прозрачные пластиковые контейнеры, накрытые сеткой. Содержат скачков при температуре воздуха +22…+25 °С и естественном световом режиме. По крайней мере один раз в день стенки контейнеров опрыскивают водой, которую кузнечики пьют, либо ставят внутрь небольшие ёмкости с водой. Для содержания скачков могут использоваться также обычные небольшие аквариумы размером 40 × 30 × 30 см, оборудованные под инсектариумы. Для этого их накрывают сетчатой крышкой, на дно насыпают тонкий слой торфа, помещают внутрь несколько ветвей и баночку с узким горлышком, в которую ставят пучок свежей травы и наливают немного воды, чтобы трава не так быстро увядала. Кроме злаковых трав, ставят также птичий спорыш (Polygonum aviculare) и гусиную лапчатку (Potentilla anserina). Заменяют траву ежедневно, поскольку кузнечики поедают только свежую растительность. В таких инсектариумах содержат по несколько скачков. Если самки отложили яйца, их можно инкубировать в искусственных условиях. Для этого стебли с их кладками сначала выдерживают при температуре примерно +15 °С на протяжении 8—10 недель, после чего им обязательно необходимо создать условия для эмбриональной диапаузы, для чего их на протяжении зимы, примерно 17—21 недели, выдерживают на слое влажного торфа в холодильнике, в отсеке с температурой +3…+5 °С. С наступлением весны яйца постепенно выводят из диапаузы, снова повышая температуру до +15 °С. На протяжении всего периода инкубации нужно постоянно следить, чтобы на яйцах не образовывалась плесень. Весной из них появляются личинки.

## Комментарии
1. ↑  Ширина головы прямокрылых насекомых измеряется на уровне нижнего края глаз.
2. ↑  Склеротизованные парные крючковидные структуры на верхней стороне дорсальной складки гениталий самца, служащие для их фиксации в генитальной камере самки и её последующего стимулирования при копуляции.
3. ↑  Некоторые виды кузнечиков во время интервалов между сериями издают так называемые «тики» (ticks) — короткие одиночные негромкие низкоамплитудные звуки, напоминающие тиканье часов.
4. ↑  Для головы указана ширина на уровне нижнего края глаз, для остальных частей тела — длина, в скобках — среднее значение. Показатели для личинок приведены ориентировочные, полученные с ограниченной выборки популяции с Британских островов, они лишь приблизительно отражают размеры указанных частей тела и не содержат весь возможный их диапазон у всех популяций вида в целом.